# Iugulister clarissae
Iugulister clarissae är en skalbaggsart som beskrevs av August Reichensperger 1958. Iugulister clarissae ingår i släktet Iugulister och familjen stumpbaggar. Inga underarter finns listade i Catalogue of Life.